# Aureliano Fernández-Guerra
Aureliano Fernández-Guerra y Orbe, född den 16 juni 1816 i Pinar del Valle, Granada, död den 7 september 1894 i Madrid, var en spansk lärd och skriftställare. Han var bror till Luis Fernández-Guerra y Orbe.
Fernández-Guerra blev professor i litteraturhistoria i Granada, varifrån han flyttades till Madrid som generaldirektör för allmänna undervisningen. År 1857 tog Fernández-Guerra inträde i Spanska akademien, vars bibliotekarie han blev samtidigt som han blev riksantikvarie. Hans historisk-geografiska kartor över gamla Spanien och arkeologiska och historiska monografier åtnjöt stort anseende. Fernández-Guerra var hedersdirektör i Arkeologiska institutet i Berlin, medlem av Vetenskapsakademien i Berlin, av Arkeologiska institutet i Rom med mera. Av hans otaliga arbeten är att anteckna romantisk-lyriska dikter, dramerna La peña de los enamorados (1839), La hija de Cervantes och Alonso Cano ó La torre del oro (1842). Välförtjänt rykte vann Fernández-Guerra genom sina kommentarer över Quevedo (Rivadeneyras Biblioteca de autores españoles, band 23 och 24) och Moreto (band 39).